# 玉燭宝典
『玉燭宝典』（ぎょくしょくほうてん）は、隋の時代に杜台卿によって作られた、年中行事を記した漢籍。全12巻（巻9欠）。中国では南宋までは存在したが、それ以降に失われた。日本にのみ残る佚存書である。

## 概要
『玉燭宝典』は月令にならって各月の古代から書かれた隋当時までの年中行事を述べたものであり、月ごとに1巻をなす。日本に残る本では巻9を欠くが、それ以外の11巻は残っている。『荊楚歳時記』が南方の民俗を記しているのに対し、『玉燭宝典』は北方の民俗を記す。
各巻末に正説（誤った言い伝えを正す）・附説（当時の俗習を記す）を載せている。
題名は『爾雅』釈天「春為青陽、夏為朱明、秋為白蔵、冬為玄英。四気和、謂之玉燭。」による。
作者の杜台卿は北斉の人で、『隋書』によると隋の開皇年間にあらかじめ作ってあった『玉燭宝典』を進上したという。したがって書物はすでに北斉時代に書かれていたのかもしれない。杜台卿の甥の杜公瞻はやはり年中行事を記した『荊楚歳時記』を現在の形に作りあげた人物として知られる。
『玉燭宝典』は非常に多くの書籍を引用しており、その中には後漢の崔寔『四民月令』、蔡邕『月令章句』、西晋の周処『風土記』など現在失われたものも多い。

## 現存する本
尊経閣文庫に蔵する本は前田本と呼ばれ、重要文化財に指定されている。貞和年間（1345-1350年）の筆写により、本文以外に紙背文書も日本史の重要な史料である。1943年にコロタイプ複製本が出版され、国立国会図書館デジタルコレクションでも公開されている。
宮内庁書陵部の本は江戸時代に佐伯藩で前田本を写したものを、毛利高翰が幕府に献上したものである。
清末の『古逸叢書』に『玉燭宝典』が収められ、中国でも再び知られるようになった。
他の諸本については(石川(2005))に詳しい。